# Gonioctena israelita
Gonioctena israelita là một loài bọ cánh cứng trong họ Chrysomelidae. Loài này được Lopatin & Friedman miêu tả khoa học năm 2003.